# Skáli
Skáli (más néven Skála, dánul: Skåle) település Feröer Eysturoy nevű szigetén. Közigazgatásilag 2005. január 1. óta Runavík községhez tartozik, előtte önálló volt.

## Földrajz
A település a Skálafjørður nyugati partján fekszik.

## Történelem
Első írásos említése az 1350-1400 között írt Kutyalevélben található. A 16. században egy heves esőzés miatt a falu temploma a templomba járókkal együtt belecsúszott a fjordba.
2005. január 1-je óta Runavík község része, előtte Skáli községhez tartozott.

## Népesség
| 2020 | 744 |

| Év              | Lakosság |
| --------------- | -------- |
| 1986. január 1. | 639      |
| 1991. január 1. | 622      |
| 1996. január 1. | 535      |
| 2001. január 1. | 560      |
| 2006. január 1. | 606      |

## Gazdaság
Itt található Feröer legnagyobb hajógyára, a Skála Skipasmiðja, így a feröeri hajók nagy része itt készült. Mivel napjainkban kevés új hajóra van igény, főként javításokkal foglalkozik. A feröeri hajókon kívül orosz hajókat is hoznak ide javítani. 1994-ben a Vaszilij Adonkin nevű hajót is idehozták javításra Murmanszkból, de időközben a tulajdonosa tönkrement, így a hajó 8 fős személyzetével Skáliban maradt. A legénység nem kapott fizetést, és nem volt pénzük repülőjegyre, így két évet töltöttek a fedélzeten, mire haza tudtak jutni. A hajót végül a hajógyár 1998-ban eladta ócskavasként Spanyolországba.

## Közlekedés
Skáliból észak felé Skálabotnur, dél felé Strendur érhető el közúton. A települést érinti a 480-as buszjárat.

## Kultúra
Az 1970-es évek óta minden május utolsó hétvégéjén fesztivált rendeznek a településen. A fő attrakciók a labdarúgó- és evezősversenyek.

## Sport
Labdarúgócsapata a Skála ÍF.